# L’Islet (regionale Grafschaftsgemeinde)
L’Islet ist eine regionale Grafschaftsgemeinde (französisch municipalité régionale du comté, MRC) in der kanadischen Provinz Québec.
Sie liegt in der Verwaltungsregion Chaudière-Appalaches und besteht aus 14 untergeordneten Verwaltungseinheiten (eine Stadt, zehn Gemeinden und drei Sprengel). Die MRC wurde am 1. Januar 1982 gegründet. Der Hauptort ist Saint-Jean-Port-Joli. Die Einwohnerzahl beträgt 17.798 (Stand: 2016) und die Fläche 2.100,02 km², was einer Bevölkerungsdichte von 8,5 Einwohnern je km² entspricht.

## Gliederung
Stadt (ville)
- Saint-Pamphile

Gemeinde (municipalité)
- L’Islet
- Saint-Adalbert
- Saint-Aubert
- Saint-Damase-de-L’Islet
- Sainte-Félicité
- Sainte-Perpétue
- Saint-Jean-Port-Joli
- Saint-Marcel
- Saint-Omer
- Tourville

Sprengel (municipalité de paroisse)
- Saint-Cyrille-de-Lessard
- Sainte-Louise
- Saint-Roch-des-Aulnaies

## Angrenzende MRC und vergleichbare Gebiete
- Bellechasse
- La Nouvelle-Beauce
- Lotbinière